# 威廉姆斯 (加利福尼亚州)
威廉姆斯（英語：Williams），是美国加利福尼亚州科卢萨县下属的一座城市。建市于1920年5月17日，面积大约为5.44平方英里（14.1平方公里）。根据2010年美国人口普查，该市有人口5,123人。